# 한심석
한심석(韓沁錫, 1913년 ~ 1983년 10월 12일)은 대한민국의 의료인, 대학교수, 대학총장이다. 제 11, 12대 서울대학교 총장을 지낸 첫 연임 서울대 총장이다.

## 생애
평안남도 강서에서 태어났다. 경성제국대학교 의학부를 졸업했고, 경성제국대학교 대학원 의학석사 및 의학박사(내과학). 서울대학교 의과대학 교수, 의과대학장, 서울대학교 병원 원장,
서울대학교 부총장을 거쳐 제11, 12대 서울대 총장을 지냈다.